# Tenis la Jocurile Olimpice de vară din 2016
Probele sportive de tenis de câmp la Jocurile Olimpice de vară din 2016 s-au desfășurat în perioada 6–14 august 2016 pe Centrul Olimpic de Tenis din Rio de Janeiro în Brazilia. S-au disputat cinci probe sportive: simplu și dublu atât masculin cât și feminin, precum și dublu mixt.

## Calendarul competiției
| Data            | 6 August | 7 August | 8 August | 9 August | 10 August   | 11 August  | 12 August    | 13 August    | 14 August |
| Ziua            | Sâmbătă  | Duminică | Luni     | Marți    | Miercuri    | Joi        | Vineri       | Sâmbătă      | Duminică  |
| Ora de start    | 17:00    | 17:00    | 17:00    | 17:00    | 17:00       | 18:00      | 18:00        | 18:00        | 18:00     |
| --------------- | -------- | -------- | -------- | -------- | ----------- | ---------- | ------------ | ------------ | --------- |
| Simplu masculin | Runda 1  | Runda 1  | Runda 2  | Runda 2  | Runda 3     | Sferturi   | Semifinală   | Bronz        | Finală    |
| Simplu feminin  | Runda 1  | Runda 1  | Runda 2  | Runda 3  | Sferturi    | Semifinală | —            | Bronz/Finală | —         |
| Dublu masculin  | Runda 2  | Runda 2  | Runda 3  | Sferturi | Semifinală  | —          | Bronz/Finală | —            | —         |
| Dublu feminin   | Runda 2  | Runda 2  | Runda 3  | Runda 3  | Sferturi    | Semifinală | —            | Bronz        | Finală    |
| Dublu mixt      | —        | —        | —        | —        | Round of 16 | Sferturi   | Semifinală   | Bronz        | Finală    |

## Turneu

### Simplu masculin
| Sferturi              | Sferturi | Sferturi | Sferturi | Semifinală       | Semifinală                | Semifinală | Semifinală | Finala         | Finala                | Finala | Finala | Finala |
| Nume                  | Scor     | Scor     | Scor     | Nume             | Scor                      | Scor       | Scor       | Nume           | Scor                  | Scor   | Scor   | Scor   |
| --------------------- | -------- | -------- | -------- | ---------------- | ------------------------- | ---------- | ---------- | -------------- | --------------------- | ------ | ------ | ------ |
| Andy Murray(2)        | 6        | 4        | 7        | Andy Murray(2)   | 6                         | 6          |            | Andy Murray(2) | 7                     | 4      | 6      | 7      |
| Steve Johnson(12)     | 0        | 6        | 6        | Andy Murray(2)   | 6                         | 6          |            | Andy Murray(2) | 7                     | 4      | 6      | 7      |
| Kei Nishikori(4)      | 7        | 4        | 7        | Kei Nishikori(4) | 1                         | 4          |            | Andy Murray(2) | 7                     | 4      | 6      | 7      |
| Gaël Monfils(6)       | 6        | 6        | 6        | Kei Nishikori(4) | 1                         | 4          |            | Andy Murray(2) | 7                     | 4      | 6      | 7      |
|                       |          |          |          |                  |                           |            |            | Andy Murray(2) | 7                     | 4      | 6      | 7      |
| Juan Martín del Potro | 5        | 6        | 2        | 5                |                           |            |            |                |                       |        |        |        |
| Juan Martín del Potro | 5        | 6        | 2        | 5                | Rafael Nadal(3)           | 2          | 6          | 6              | Rafael Nadal(3)       | 7      | 4      | 6      |
| Juan Martín del Potro | 5        | 6        | 2        | 5                | Bellucci Thomaz           | 6          | 4          | 2              | Rafael Nadal(3)       | 7      | 4      | 6      |
| Juan Martín del Potro | 5        | 6        | 2        | 5                | Juan Martín del Potro     | 7          | 7          |                | Juan Martín del Potro | 5      | 6      | 7      |
| Juan Martín del Potro | 5        | 6        | 2        | 5                | Roberto Bautista Agut(10) | 5          | 6          |                | Juan Martín del Potro | 5      | 6      | 7      |

### Dublu masculin
| Sferturi                              | Sferturi | Sferturi | Sferturi | Semifinală                      | Semifinală | Semifinală | Semifinală | Finala                          | Finala | Finala | Finala |
| Nume                                  | Scor     | Scor     | Scor     | Nume                            | Scor       | Scor       | Scor       | Nume                            | Scor   | Scor   | Scor   |
| ------------------------------------- | -------- | -------- | -------- | ------------------------------- | ---------- | ---------- | ---------- | ------------------------------- | ------ | ------ | ------ |
| Steve Johnson/Jack Sock               | 6        | 6        |          | Steve Johnson/Jack Sock         | 3          | 5          |            | Florin Mergea/Horia Tecău(5)    | 2      | 6      | 4      |
| Roberto Bautista Agut/David Ferrer(8) | 4        | 2        |          | Steve Johnson/Jack Sock         | 3          | 5          |            | Florin Mergea/Horia Tecău(5)    | 2      | 6      | 4      |
| Florin Mergea/Horia Tecău(5)          | 6        | 5        | 6        | Florin Mergea/Horia Tecău(5)    | 6          | 7          |            | Florin Mergea/Horia Tecău(5)    | 2      | 6      | 4      |
| Marcelo Melo/Bruno Soares(3)          | 4        | 7        | 2        | Florin Mergea/Horia Tecău(5)    | 6          | 7          |            | Florin Mergea/Horia Tecău(5)    | 2      | 6      | 4      |
|                                       |          |          |          |                                 |            |            |            | Florin Mergea/Horia Tecău(5)    | 2      | 6      | 4      |
| Marc Lopez/Rafael Nadal(6)            | 6        | 3        | 6        |                                 |            |            |            |                                 |        |        |        |
| Marc Lopez/Rafael Nadal(6)            | 6        | 3        | 6        | Daniel Nestor/Vasek Pospisil(7) | 6          | 6          |            | Daniel Nestor/Vasek Pospisil(7) | 6      | 6      |        |
| Marc Lopez/Rafael Nadal(6)            | 6        | 3        | 6        | Andreas Seppi/Fabio Fognini     | 3          | 1          |            | Daniel Nestor/Vasek Pospisil(7) | 6      | 6      |        |
| Marc Lopez/Rafael Nadal(6)            | 6        | 3        | 6        | Marc Lopez/Rafael Nadal(6)      | 6          | 6          |            | Marc Lopez/Rafael Nadal(6)      | 7      | 7      |        |
| Marc Lopez/Rafael Nadal(6)            | 6        | 3        | 6        | Alexander Peya/Oliver Marach    | 3          | 1          |            | Marc Lopez/Rafael Nadal(6)      | 7      | 7      |        |

### Simplu feminin
| Sferturi | Sferturi | Sferturi | Sferturi | Semifinală | Semifinală | Semifinală | Semifinală | Finala | Finala | Finala | Finala |
| Nume     | Scor     | Scor     | Scor     | Nume       | Scor       | Scor       | Scor       | Nume   | Scor   | Scor   | Scor   |
| -------- | -------- | -------- | -------- | ---------- | ---------- | ---------- | ---------- | ------ | ------ | ------ | ------ |
|          |          |          |          |            |            |            |            |        |        |        |        |
|          |          |          |          |            |            |            |            |        |        |        |        |
|          |          |          |          |            |            |            |            |        |        |        |        |
|          |          |          |          |            |            |            |            |        |        |        |        |
|          |          |          |          |            |            |            |            |        |        |        |        |
|          |          |          |          |            |            |            |            |        |        |        |        |
|          |          |          |          |            |            |            |            |        |        |        |        |
|          |          |          |          |            |            |            |            |        |        |        |        |
|          |          |          |          |            |            |            |            |        |        |        |        |
|          |          |          |          |            |            |            |            |        |        |        |        |

### Dublu feminin
| Sferturi | Sferturi | Sferturi | Sferturi | Semifinală | Semifinală | Semifinală | Semifinală | Finala | Finala | Finala | Finala |
| Nume     | Scor     | Scor     | Scor     | Nume       | Scor       | Scor       | Scor       | Nume   | Scor   | Scor   | Scor   |
| -------- | -------- | -------- | -------- | ---------- | ---------- | ---------- | ---------- | ------ | ------ | ------ | ------ |
|          |          |          |          |            |            |            |            |        |        |        |        |
|          |          |          |          |            |            |            |            |        |        |        |        |
|          |          |          |          |            |            |            |            |        |        |        |        |
|          |          |          |          |            |            |            |            |        |        |        |        |
|          |          |          |          |            |            |            |            |        |        |        |        |
|          |          |          |          |            |            |            |            |        |        |        |        |
|          |          |          |          |            |            |            |            |        |        |        |        |
|          |          |          |          |            |            |            |            |        |        |        |        |
|          |          |          |          |            |            |            |            |        |        |        |        |
|          |          |          |          |            |            |            |            |        |        |        |        |

### Dublu mixt
| Sferturi | Sferturi | Sferturi | Sferturi | Semifinală | Semifinală | Semifinală | Semifinală | Finala | Finala | Finala | Finala |
| Nume     | Scor     | Scor     | Scor     | Nume       | Scor       | Scor       | Scor       | Nume   | Scor   | Scor   | Scor   |
| -------- | -------- | -------- | -------- | ---------- | ---------- | ---------- | ---------- | ------ | ------ | ------ | ------ |
|          |          |          |          |            |            |            |            |        |        |        |        |
|          |          |          |          |            |            |            |            |        |        |        |        |
|          |          |          |          |            |            |            |            |        |        |        |        |
|          |          |          |          |            |            |            |            |        |        |        |        |
|          |          |          |          |            |            |            |            |        |        |        |        |
|          |          |          |          |            |            |            |            |        |        |        |        |
|          |          |          |          |            |            |            |            |        |        |        |        |
|          |          |          |          |            |            |            |            |        |        |        |        |
|          |          |          |          |            |            |            |            |        |        |        |        |
|          |          |          |          |            |            |            |            |        |        |        |        |

## Medaliați

### Clasament pe medalii
| Loc | Țară                       | Aur | Argint | Bronz | Total |
| --- | -------------------------- | --- | ------ | ----- | ----- |
| 1   | Statele Unite ale Americii | 1   | 1      | 1     | 3     |
| 2   | Puerto Rico                | 1   | 0      | 0     | 1     |
| 2   | Spania                     | 1   | 0      | 0     | 1     |
| 2   | Rusia                      | 1   | 0      | 0     | 1     |
| 2   | Marea Britanie             | 1   | 0      | 0     | 1     |
| 6   | Germania                   | 0   | 1      | 0     | 1     |
| 6   | România                    | 0   | 1      | 0     | 1     |
| 6   | Elveția                    | 0   | 1      | 0     | 1     |
| 6   | Argentina                  | 0   | 1      | 0     | 1     |
| 10  | Cehia                      | 0   | 0      | 3     | 3     |
| 11  | Japonia                    | 0   | 0      | 1     | 1     |
|     | Total                      | 5   | 5      | 5     | 15    |

### Rezultate
| Probă           | Aur                                                                     | Argint                                                            | Bronz                                                           |
| Simplu masculin | Andy Murray · Marea Britanie (GBR)                                      | Juan Martín del Potro · Argentina (ARG)                           | Kei Nishikori · Japonia (JPN)                                   |
| Dublu masculin  | Marc López · și Rafael Nadal · Spania (ESP)                             | Florin Mergea · și Horia Tecău · România (ROU)                    | Steve Johnson · și Jack Sock · Statele Unite ale Americii (USA) |
| Simplu feminin  | Mónica Puig · Puerto Rico (PUR)                                         | Angelique Kerber · Germania (GER)                                 | Petra Kvitová · Cehia (CZE)                                     |
| Dublu feminin   | Ekaterina Makarova · și Elena Vesnina · Rusia (RUS)                     | Timea Bacsinszky · și Martina Hingis · Elveția (SUI)              | Lucie Šafářová · și Barbora Strýcová · Cehia (CZE)              |
| Dublu mixt      | Bethanie Mattek-Sands · și Jack Sock · Statele Unite ale Americii (USA) | Venus Williams · și Rajeev Ram · Statele Unite ale Americii (USA) | Lucie Hradecká · și Radek Štěpánek · Cehia (CZE)                |